# Irma, la douce
Irma, la douce (títol original en anglès: Irma la Douce) és una pel·lícula estatunidenca dirigida per Billy Wilder i estrenada el 1963. Ha estat doblada al català.

## Argument[2]
A París, Nestor Patou, un ingenu guàrdia urbà, acaba de ser destinat al barri de les Halles. És sorprès per la presència matinal de nombroses dones que deambulen pel carrer Casanova. Interroga una minyona morena que pretén passejar el seu gos. Veient-la entrar amb un home a l'hotel Casanova davant el qual estava s'estava, comprèn que ella i les altres noies són prostitutes. Alerta la seva comissaria perquè es faci un registre a l'hotel. El seu cap, que es trobava entre els clients detinguts, està furiós, i Nestor és despatxat de la policia. El nou aturat, de pas pel carrer Casanova, troba de nou la noia, anomenada «Irma la dolça». Però Hipolit, defensor d'aquesta, veient la seva mantinguda perdre el seu temps en xerrameques, arriba brutalment per interrompre la seva conversa. En la baralla que té lloc a continuació, i a favor de felices circumstàncies, Nestor en surt vencedor. Irma llavors només té ulls per a ell i desitja que sigui el seu nou protector. Profundament enamorat d'ella, Nestor voldria que canviés d'ofici, però Irma es deu al seu treball de «prostituta de mare a filla», el seu orgull que és que, pel fruit de la seva feina, l'home que manté sigui el més elegant i el més envejat del barri. Amb l'ajuda del bistrotier Moustache, Nestor posa a punt un pla perquè Irma només tingui un sol client que li asseguri els seus ingressos habituals. Es maquilla com a «Lord X», un anglès impotent, que retribueix Irma perquè li presti només una orella compassiva a les seves desgràcies. Però Nestor té moltes dificultats per assegurar cada alba el seu difícil treball d'home per tot al mercat, d'amagat d'Irma que es comença a interrogar sobre les causes del seu cansament.
Un matí, el descobreix de tornada del mercat i l'acusa de tenir una relació amb una noia del barri, i les seves relacions es deterioren. Caldrà que Nestor arribi a fer desaparèixer Lord X per trobar els favors d'Irma, però amb un embolic, ja que és sospitós d'haver assassinat el Lord. Nestor reconeix que, gelós, ha comès un homicidi passional, la prova més gran d'amor per a Irma. Tot acaba bé, ja que Nestor, després d'haver «ressuscitat» Lord X, torna a la policia i Irma accepta convertir-se en la seva dona renunciant a la seva «professió» per dedicar-se a la seva nova tasca de mare...

## Repartiment
- Jack Lemmon: Nestor Patou, Lord X
- Shirley MacLaine: Irma, la dolça
- Lou Jacobi: Moustache
- Bruce Yarnell: Hipolit
- Herschel Bernardi: l'inspector Lefèvre
- Hope Holiday: Lolita
- Joan Shawlee: Amazon Annie
- Grace Lee Whitney: Kiki
- Paul Dubov: André
- Howard McNear: el conserge
- Cliff Osmond: el sergent de policia
- Diki Lerner: Jojo
- Herb Jones: Casablanca Charlie
- Ruth Earl i Jane Earl: les bessones Zebra
- Tura Satana: Suzette Wong
- Lou Krugman: client número 1
- James Brown: un client texà d'Irma
- Bill Bixby: el maritn tatoué
- John Alvin: client número 2
- Harriette Young: Mimi la Mau Mau
- Sheryl Deauville: Carmen
- Billy Beck: l'oficial Dupont
- Jack Sahakian: Jack
- Edgar Barrier (no surt als crèdits): el general Lafayette

## Producció
La pel·lícula va ser concebuda l'any 1962 com a vehicle per a Marilyn Monroe. El projecte l'hauria reunida amb Wilder i Lemmon, amb els què havia treballat a Ningú és perfecte. Després de la mort de Monroe, Shirley MacLaine va ser elegida per la pel·lícula després de protagonitzar L'apartament. A MacLaine se li van pagar 350.000 dòlars més un percentatge.

### Guió
Adaptació de la comèdia musical francesa Irma, la dolça d'Alexandre Breffort i Margarida Monnot. La història ha estat tanmateix modificada. En la seqüència on Shirley MacLaine balla sobre la taula de billar a la taverna « Chez Moustache » sobre el tema musical ‘‘Ah ! Dis donc’’ de la comèdia musical, envoltada de clients que exclamen amb ella «Dis donc! », és una referència directa a l'obra d'origen, però la pel·lícula no implica cap cançó i no pot per tant ser considerada com pel·lícula musical. No obstant això, aquesta realització de Billy Wilder va allargar l'immens èxit obtingut per la comèdia musical que havia estat interpretada durant anys a París, Londres i Broadway.
El final amb el part no existia a l'obra de teatre, on la parella reformadora adoptava dos bessons anomenats Néstor i Oscar.

### Filmació
La pel·lícula es va rodar el 1962 en exteriors a París (Les Halles, església de Saint-Étienne-du-Mont, la Riba del Sena) i a l'estudi Samuel Goldwyn Studio a Hollywood.

## Premis i nominacions

### Premis
- 1964: Oscar a la millor banda sonora per André Previn
- 1964: Globus d'Or a la millor actriu musical o còmica a Shirley MacLaine
- 1964: David di Donatello a la millor actriu estrangera a Shirley MacLaine

### Nominacions
- 1964: Oscar a la millor actriu per Shirley MacLaine
- 1964: Oscar a la millor fotografia per Joseph LaShelle
- 1964: Globus d'Or a la millor pel·lícula musical o còmica
- 1964: Globus d'Or al millor actor musical o còmic per Jack Lemmon
- 1964: BAFTA a la millor actriu estrangera per Shirley MacLaine